# Villers-Patras
Villers-Patras é uma comuna francesa na região administrativa da Borgonha-Franco-Condado, no departamento de Côte-d'Or. Estende-se por uma área de 6,15 km². Em 2010 a comuna tinha 93 habitantes (densidade: 15,1 hab./km²).